# Motilibacter deserti
Motilibacter deserti es una bacteria grampositiva del género Motilibacter. Fue descrita en el año 2021. Su etimología hace referencia a desierto. Es aerobia y móvil. Tiene un tamaño de 1-1,4 μm de ancho por 2,1.3 μm de largo. Forma colonias de color naranja, circulares, opacas, convexas y con márgenes enteros. Temperatura de crecimiento entre 20-40 °C, óptima de 37 °C. Catalasa positiva y oxidasa negativa. Tiene un genoma de 5 Mpb y un contenido de G+C de 73,6%. Se ha aislado de suelo desértico en Pakistán. 